# Rebecca da Costa
Rebecca da Costa (Recife, maio de 1984) é uma atriz e modelo brasileira. Radicada nos Estados Unidos desde 2008, atuou ao lado de nomes como Robert De Niro, John Cusack e Val Kilmer.

## Biografia
Rebecca da Costa nasceu na cidade do Recife, capital de Pernambuco. Estudou no Colégio Ruy Barbosa, que lhe despertou o desejo de escrever, dirigir e atuar no teatro. Em 2008, Rebecca mudou-se para os Estados Unidos. Lá, retomou a paixão pelo teatro – uma vez que fazia teatro amador no Recife –, e se dedicou aos estudos, entrando para o HB Studio NY de Uta Hagen, reconhecido por formar atores como Whoopi Goldberg, Jack Lemmon e Christine Lahti. Na escola, aperfeiçoou técnicas de atuação, musical, dança e texto, treinando com os renomados Larry Ross e Jeremiah Comey, além de Bruce Eckstut, seu técnico de canto. Para perder o sotaque brasileiro, contratou a mesma professora de Penélope Cruz. Fez sua estreia no teatro ao lado de Brad Garrett, em uma apresentação de comédia stand-up.

## Carreira de modelo
Antes de entrar para o cinema, Rebecca, que tem 1,80 m de altura, teve uma carreira de dez anos como modelo. Aos 14 anos foi descoberta pela Elite Models, e aos 17 anos foi convidada para desfilar na Semana da Moda de Milão. Se mudou para a Itália, trabalhando para grifes como Yves Saint Laurent, Moschino, Giorgio Armani, Diesel, Donna Karan, Missoni, Hugo Boss, entre outras. Também foi o rosto de campanhas de peso como Swarovski, Nokia, Kellogg's, Chopard e L'Oréal.

## Carreira de atriz
Em 2009, Rebecca debutou em um episódio da série de televisão americana Entourage (HBO). No ano seguinte entrou para a indústria cinematográfica, com um papel no filme Trick of the Witch, dirigido por Chris Morrissey. Em 2011 estrelou dois longas, um deles Freerunner, filme que protagonizou ao lado do ator Sean Faris. Em 2012, interpretou, entre outros personagens, Courtney, no filme Seven Below, co-estrelando ao lado de Val Kilmer e Ving Rhames. Em 2013, Rebecca interpreta o papel principal do filme Breaking at the Edge, ao lado de Milo Ventimiglia e Andie MacDowell. Em 2014, estrela o filme de ação The Bag Man ao lado de Robert De Niro e John Cusack, película que conta ainda com nomes como Crispin Glover e Dominic Purcell e na qual interpreta Rivka, uma femme fatale misteriosa que se envolve em uma história de crime e suspense.

### Filmografia
| Ano  | Filme                        | Papel       | Notas |
| ---- | ---------------------------- | ----------- | ----- |
| 2010 | Trick of the Witch           | Anabella    |       |
| 2010 | Treasure of the Black Jaguar | Waitress    |       |
| 2011 | L.A., I Hate You             | Natasha     |       |
| 2011 | Freerunner                   | Chelsea     |       |
| 2012 | Mine Games                   | Rose        |       |
| 2012 | Seven Below                  | Courtney    |       |
| 2013 | Breaking at the Edge         | Bianca Wood |       |
| 2014 | The Bag Man                  | Rivka       |       |

### Televisão
Séries
- 2009 - Entourage (HBO) - Linda Mulher / Casa Noturna